# Pogz
Pogz właściwie Karol Pogorzelski (ur. 1986 w Białymstoku), znany również jako Pogo – polski raper, freestyle'owiec. Członek kolektywu Wiesz O Co Chodzi. Laureat Wielkiej Bitwy Warszawskiej (WBW) 2005.
W 2017 zakończył karierę muzyczną, występując na POLISH HIP-HOP FESTIVAL PŁOCK 2017.

## Wybrana dyskografia
Albumy
| Rok  | Album                                                                    | Pozycja na liście |
| Rok  | Album                                                                    | POL               |
| ---- | ------------------------------------------------------------------------ | ----------------- |
| 2013 | Teraz (oraz Te-Tris) - Data: 12 listopada 2013 - Wydawca: Aptaun Records | 4                 |

Mixtape'y
| Rok  | Album                                                              |
| ---- | ------------------------------------------------------------------ |
| 2007 | Nic nowego (oraz Esdwa) - Data: luty 2007 - Wydawca: brak          |
| 2012 | Wietrzenie magazynków MixEP - Data: 1 czerwca 2012 - Wydawca: brak |

## Teledyski
| Rok  | Tytuł                                     | Reżyseria/Realizacja | Źródło |
| ---- | ----------------------------------------- | -------------------- | ------ |
| 2013 | „Nie pytaj” (oraz Te-Tris)                | Bassmedia            | [ 8 ]  |
| 2013 | „Strachy” (oraz Te-Tris)                  | Toczy Videos         | [ 9 ]  |
| 2013 | „Nero” (oraz Te-Tris; gośc. Grizzlee)     | Piotr Smoleński      | [ 10 ] |
| 2013 | „Lista życzeń” (oraz Te-Tris; gośc. Zeus) | Juzz Media           | [ 11 ] |
| 2014 | „#Hot16Challenge”                         |                      | [ 12 ] |